# Bonifacio di Valperga
Bonifacio di Valperga (seconda metà del XII secolo – Aosta, 25 aprile 1243) è stato vescovo di Aosta, venerato come beato dalla Chiesa cattolica.

## Biografia
Bonifacio nacque nella seconda metà del XII secolo in una nobile famiglia del Canavese, che sosteneva di discendere da Arduino d'Ivrea. Studiò in patria e successivamente da suo zio Arduino di Valperga, vescovo di Torino. Entrò nella vita religiosa come monaco nell'abbazia benedettina di Fruttuaria, una ventina di chilometri a nord di Torino. Successivamente entrò nel monastero agostiniano di Sant'Orso ad Aosta dove esercitò una guida vigorosa in entrambi i campi, spirituale e temporale.
Il 17 luglio 1219 Bonifacio venne eletto vescovo di Aosta, ufficio che mantenne fino alla sua morte, che avvenne quasi 24 anni dopo il 25 aprile 1243.

## Culto
Fu sepolto dapprima nella chiesa collegiata di Sant'Orso; poi i suoi resti furono traslati nella cattedrale di Aosta. Il suo culto si sviluppò rapidamente, e la sua venerazione come beato è rimasta stabile nel corso dei secoli, con vari monumenti dedicati a lui nella cattedrale. Fu confermato da papa Leone XIII il 28 aprile 1890.
Dal Martirologio Romano: «Ad Aosta, beato Bonifacio Valperga, vescovo, insigne per carità e umiltà».